# 重型運輸系統
重型運輸系統（英語：Heavy Transit），為鐵路運輸的一種，泛指並非全段皆有獨立路權的鐵路系統。與重型鐵路系統相比，由於重型運輸系統並非全段均有獨立路權，此系統的列車服務時的車速或會因路面交通而較慢。此系統的列車可在道路、街道上面或旁邊行走（部分亦可高架或地下），相較於輕軌運輸系統（輕鐵）和中型鐵路系統運量較高、列車規模較大。

## 簡介
由於重型運輸系統並非全部路段皆有獨立路權（即A型路權），重型運輸系統與重型鐵路系統相比，班次的穩定性較低。雖然如此，重型運輸系統的優處在於建造沒有獨立路權的路段普遍較獨立路權路段便宜、亦較節省空間。此外，由於重型運輸的列車體型較輕軌運輸系統（輕鐵）和中型鐵路系統大、列車長度較長，鐵路的定線設計較不靈活。

## 重型運輸系統與輕軌的互動
在部分輕軌-火車系統中，傳統列車（或火車）會駛入輕軌或有軌電車路線的系統中。這些輕軌或有軌電車路線部分路段沒有專屬路權。該類列車的車卡長度普遍較短、車卡數目普遍較少以適應擁有較急彎度的電車線及路面情況，載客量一般較低。因此該類列車較常被視為輕軌運輸系統。

## 重型運輸系統例子

### 日本

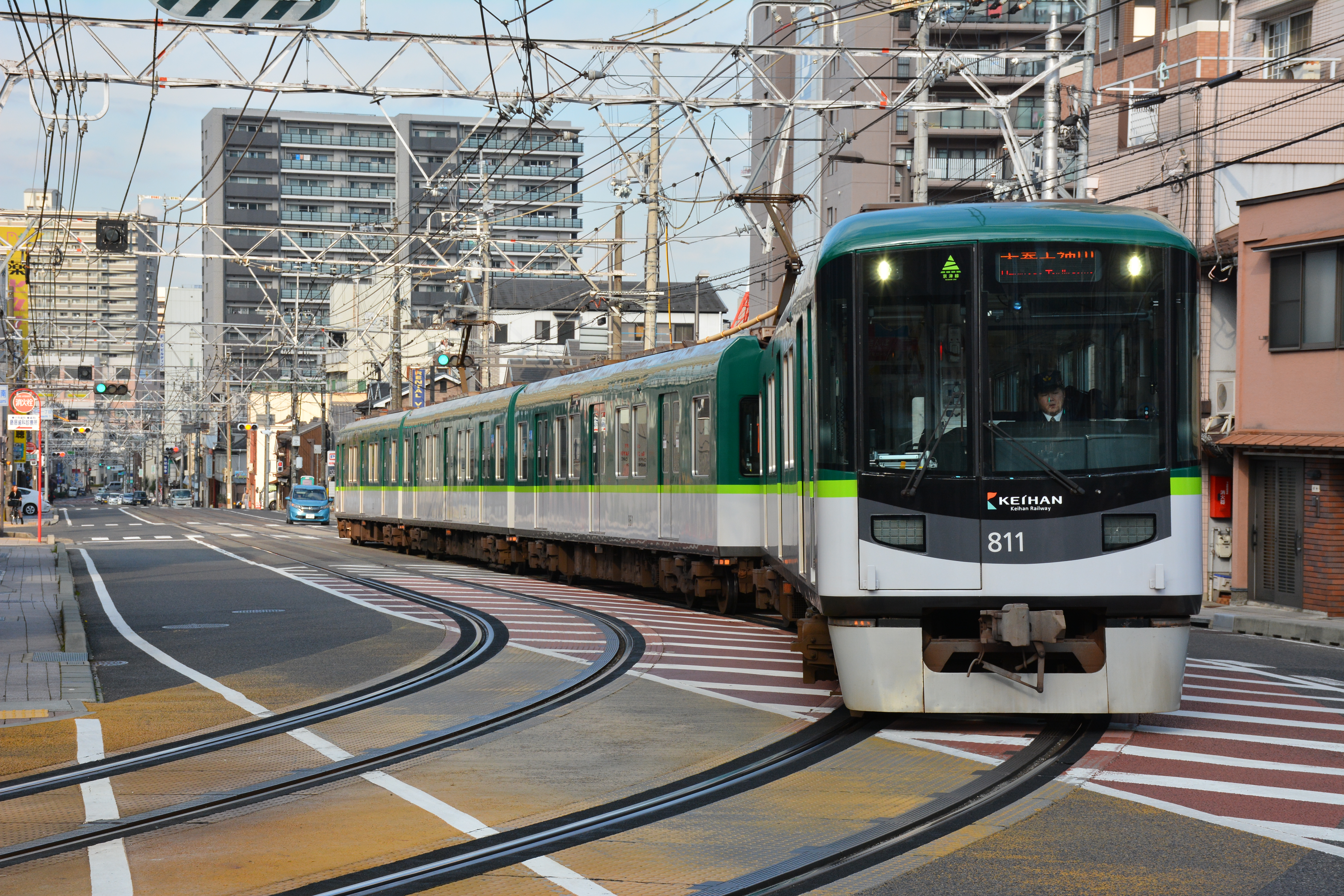
一列於大津市路面行走、擁有四卡車廂的京阪800系列車

- 京阪京津線：京津線列車於琵琶湖濱大津站至上榮町站會於路面行走，上榮町以西路段則設有專屬路權。列車會於御陵站以西直通運轉至京都市營地下鐵東西線的太秦天神川站。[1]

### 德國

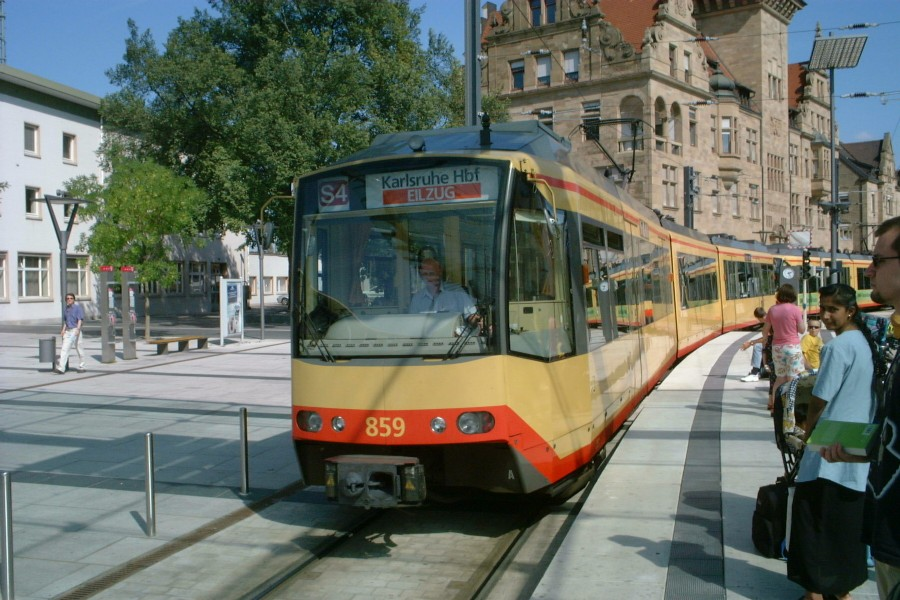
一列正於海爾布隆市中心行駛的卡爾斯魯厄城鐵S4線列車

- 卡爾斯魯厄城鐵S4線：此線列車的載客量較高，於卡爾斯魯厄及海爾布隆市中心的部分路段為沒有專屬路權的電車線。